# Battista Agnese

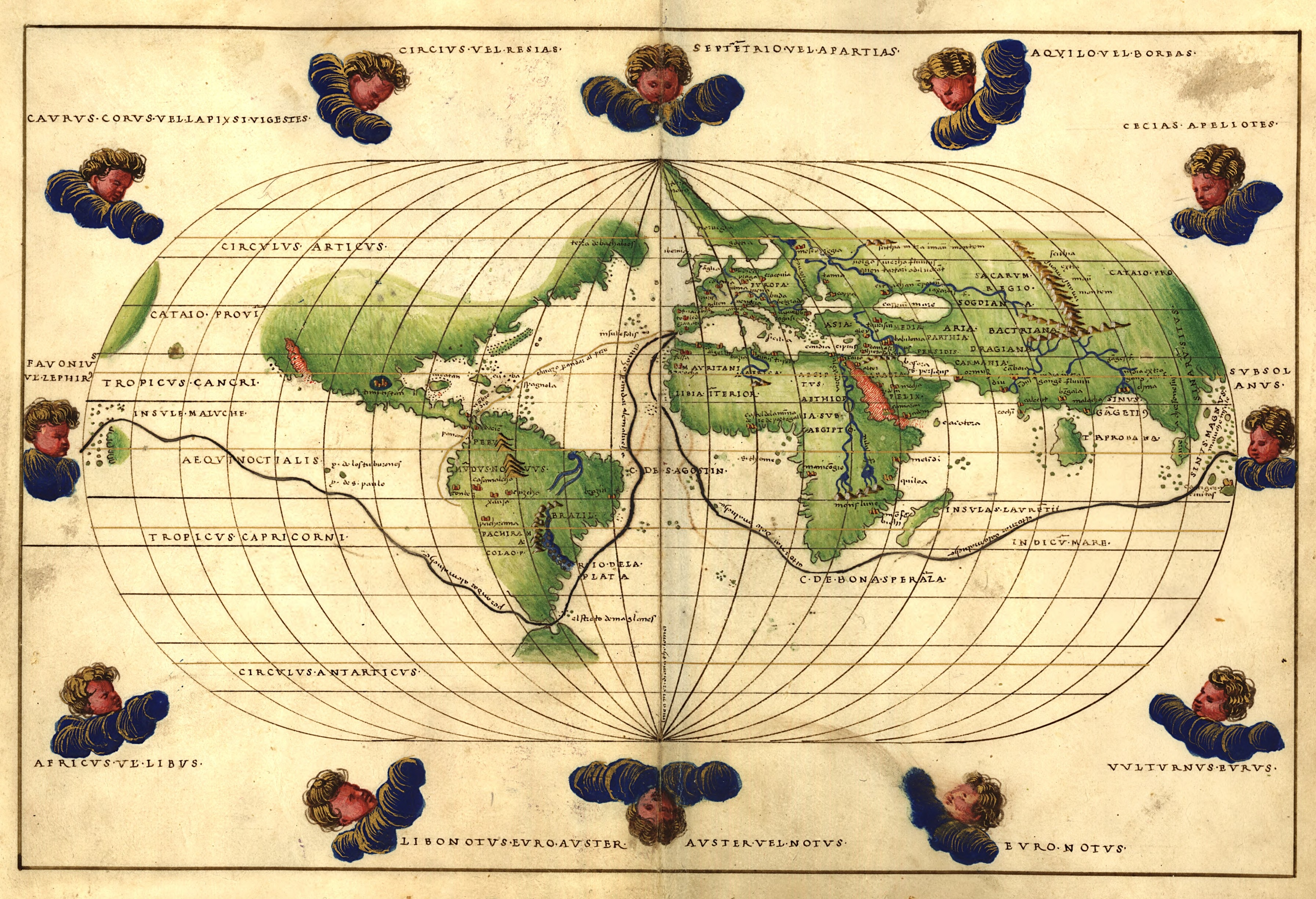
Mapamundi del Portolà Atles. Bautista Agnese (1544).

Battista Agnese (1500-1564) va ser un destacat cartògraf genovès. Va produir a Venècia un gran nombre de cartes nàutiques especialment exactes i profusament decorades, encara que de menor valor artesanal que els mapes de l'Escola Cartogràfica de Dieppe. Treballava per encàrrec de prínceps, mercaders i oficials d'alt rang. Una versió del seu mapa mundial ovoide aparèixer en cada un dels 71 atles que han arribat fins als nostres dies.
A Agnese li agradava incorporar les noves troballes geogràfiques en els seus mapes, per exemple va incloure en un dels seus treballs la trajectòria del viatge de circumnavegació de Magallanes, aplicat en fil de plata i després desllustrat. Va traçar en or pur la ruta des de Cadis (Espanya) a Perú amb estades a través de l'istme de Panamà. Aquesta era la ruta de l'or que solcaven vaixells carregats amb els tresors americans i custodiats per grans galions fortament artillats.
Agnese solia no incloure la longitud en els seus mapes, possiblement degut a la seva afecció a l'exactitud, cosa que no es va poder aconseguir fins a les taules de distàncies lunars de José de Mendoza y Ríos o més tard amb la millora la mesura del temps a bord, amb la invenció del cronòmetre de John Harrison.
Un dels millors treballs d'Agnese és un atles mundial encarregat per Carles V del Sacre Imperi Romanogermànic per al seu fill, Felip II. Va ser aparentment acabat cap a 1542, i va ser un dels primers mapes a mostrar la Baixa Califòrnia com una península en lloc de com una illa.